# 日本語学者
日本語学者（にほんごがくしゃ）とは、日本語学を専攻する研究者のこと。本項目はその一覧である。

## 一覧
国語学を専攻する研究者は「国語学者」と呼ばれるが、本項目では区別せず掲げる。

### あ行
あ：
- 赤羽根義章（接続詞）
- 秋永一枝（アクセント）
- 秋元美晴（文法、日本語教育）
- 秋本守英（文章史）
- 浅田秀子（敬語）
- 浅野信（文法）
- 安部清哉（語彙史）
- 有坂秀世（音韻論）

い：
- 飯田朝子（語彙）
- 飯間浩明（辞書、語彙）
- 庵功雄（談話、文法）
- 石黒圭（接続詞、文章論）
- 糸井通浩（語彙）
- 乾善彦（上代語）
- 犬飼隆（文字）
- 井上史雄（方言）
- 今石元久（方言）
- 今泉忠義（国語史）
- 岩井隆盛（方言）
- 岩淵悦太郎（語彙）
- 岩淵匡（漢字）

う：
- 上村幸雄（音声学、沖縄方言）
- 牛山初男（方言）
- 内田賢徳（上代語）
- 宇野義方（敬語）
- 楳垣実（語彙）
- 上野善道（アクセント）

え：
- 遠藤嘉基（国語史）

お：
- 大石初太郎（敬語）
- 大久保忠利（国語教育）
- 大島信生（上代語）
- 大島正健（音韻）
- 大塚光信（キリシタン資料）
- 大槻文彦（文法、語彙）
- 大野晋（上代語、語彙）
- 大矢透（音韻、文字）
- 岡島昭浩（国語学史）
- 岡田希雄（国語学史、辞書史）
- 沖森卓也（上代語）
- 奥里将建（上代語、沖縄方言）
- 奥田靖雄（国語教育、文法）
- 奥津敬一郎（文法）
- 小倉肇（音韻）
- 尾崎知光（国語学史）
- 尾上圭介（文法）

### か行
か：
- 風間力三（語彙）
- 春日政治（訓点語）
- 勝山幸人（敬語）
- 加藤彰彦（表記）
- 加藤和夫（方言）
- 加藤重広（語用論）
- 金沢治（方言）
- 金田章宏（方言、文法）
- 樺島忠夫（文章）
- 神尾暢子（中古語）
- 上村孝二（方言）
- 亀井孝（国語史）
- 亀田次郎（国語学史）
- 川井章弘（表現）
- 川端善明（文法）
- 川村大（文法）

き：
- 岸江信介（方言）
- 北原保雄（文法、語彙）
- 木村晟（語彙）
- 京極興一（国語史）
- 金水敏（国語史、文法）
- 金田一春彦（方言、音韻）
- 金田一秀穂（意味、日本語教育）

く：
- 釘貫亨（国語学史）
- 工藤浩（文法）
- 工藤真由美（文法）
- 工藤力男（国語史）
- 倉島節尚（語彙）
- 倉島長正（語彙）

け：
- 見坊豪紀（語彙）

こ：
- 小池清治（国語史、文法）
- 小久保崇明（文法、語彙）
- 小嶋栄子（手話）
- 小島幸枝（キリシタン資料）
- 小林隆（方言）
- 小林千草（中世語）
- 小林英樹（文法）
- 小林芳規（訓点語）
- 小林好日（国語史）
- 小松英雄（国語史）
- 小森陽一（表現、文章）
- 近藤真琴（文法）
- 近藤泰弘（文法）
- 今野真二（国語史、表記）

### さ行
さ：
- 斎賀秀夫（漢字）
- 齋藤平（方言、上代語）
- 斎藤秀一（方言）
- 佐伯梅友（文法）
- 阪倉篤義（国語史）
- 坂梨隆三（近世語）
- 坂本惠（敬語、日本語教育）
- 佐々木文彦（語源、オノマトペ）
- 佐々木瑞枝（日本語教育）
- 笹原宏之（漢字）
- 佐竹秀雄（表現）
- 佐藤喜代治（国語史）
- 佐藤武義（国語史）
- 真田信治（方言、社会言語学）
- サンキュータツオ（日本語文化）

し：
- 柴田武（方言）
- 寿岳章子（表現、文体）
- 白石良夫（近世語）
- 白藤禮幸（上代語）
- 神保格（音声）

す：
- 菅長理恵（文法）
- 杉戸清樹（社会言語学）
- 杉本つとむ（国語史）
- 鈴木一彦（文法）
- 鈴木重幸（文法、形態論）
- 鈴木泰（中古語、文法）
- 鈴木智美（意味論）
- 鈴木棠三（近世語）

せ：
そ：
- 園田博文（近世語、日本語教育）

### た行
た：
- 高橋太郎（文法）
- 高山倫明（音韻史）
- 滝浦真人（敬語）
- 田窪行則（談話、文法）
- 田島毓堂（語彙）
- 田中ゆかり（方言）
- 田辺正男（国語学史）
- 多門靖容（語用論）
- 田山のり子（文法）

ち：
つ：
- 塚原鉄雄（中古語）
- 築島裕（訓点語）
- 土屋博映（文章、文法）
- 都竹通年雄（方言、文法）
- 鶴橋俊宏（方言、助動詞）

て：
- 寺村秀夫（文法）

と：
- 土井忠生（国語史）
- 東条操（方言）
- 土岐哲（音声学）
- 時枝誠記（文法、国語学史、国語教育）
- 徳川宗賢（方言）
- 徳田浄（文法）

### な行
な：
- 内藤茂（八丈方言）
- 中川正美（中古語）
- 中田祝夫（国語史）
- 永野賢（文法、文章論、国語教育）
- 中村明（文章論）
- 中村通夫（談話）
- 中村幸弘（語彙、文法）

に：
- 西田直敏（国語史）
- 西端幸雄（中古語）
- 西宮一民（上代語）
- 仁田義雄（文法）

ぬ：
- 沼本克明（漢字音）

ね：
の：
- 野田春美（文法）
- 野田尚史（文法、日本語教育）
- 野村剛史（文法史）
- 野村雅昭（文字、語彙）
- 野元菊雄（方言）

### は行
は：
- 芳賀綏（文法、社会心理学）
- 萩野貞樹（敬語）
- 橋本進吉（音韻、文法）
- 蜂矢真郷（文法）
- 花薗悟（文法）
- 浜田敦（国語史）
- 林大（語彙、文字、文章）
- 林巨樹（文章）
- 林四郎（文章）
- 半藤英明（文法）

ひ：
- 彦坂佳宣（方言）
- 飛田良文（近代語）
- 肥爪周二（音韻）
- 日野資純（方言、語彙）
- 平山輝男（方言）
- 広田栄太郎（語彙）

ふ：
- 福田真久（近世語）
- 藤原与一（方言）
- 古田東朔（語彙、国語学史）

へ：
ほ：
- 外間守善（沖縄方言）
- 細川英雄（日本語教育）

### ま行
ま：
- 前田富祺（語彙）
- 真下三郎（女性語）
- 増井金典（方言）
- 益岡隆志（文法）
- 馬瀬良雄（方言）
- 松井栄一（語彙）
- 松下大三郎（文法）
- 松延市次（文法、語彙）
- 松村明（近代語）
- 松本泰丈（沖縄方言）
- 馬淵和夫（音韻）
- 間宮厚司（国語史）

み：
- 三上章（文法）
- 水谷静夫（計量国語学）
- 三矢重松（文法）
- 南不二男（文法）
- 峰岸明（文体）
- 宮地裕（文法）
- 宮島達夫（語彙）

む：
も：
- 森岡健二（近代語）
- 森重敏（文法）
- 森田武（中世語）
- 森田良行（文法、語彙）
- 森野宗明（国語史）
- 森山卓郎（文法）
- 諸橋轍次（漢語）

### や行
や：
- 安田章（中世語）
- 安田敏朗（国語学史）
- 山岡政紀（語用論）
- 屋名池誠（文字、音韻）
- 山口明穂（国語史）
- 山口尭二（文法）
- 山口仲美（国語史）
- 山口佳紀（上代語）
- 山下好孝（関西弁）
- 山田潔（文法）
- 山田忠雄（国語史）
- 山田俊雄（国語史）
- 山田昌裕（文法）
- 山田孝雄（文法）

ゆ：
- 湯沢幸吉郎（国語史）
- 湯沢質幸（漢字音）

よ：
- 横田貢（近代語）
- 吉川泰雄（語彙）
- 吉澤義則（国語史）
- 吉田金彦（国語史）
- 米川明彦（手話、俗語）

### わ行
わ：
- 和田利政（敬語史）
- 渡辺実（文法）

## 隣接分野の人物
言語学者、国文学者、国学者、漢学者、悉曇学者、民俗学者、書誌学者など、間接的ではあるが日本語研究に関わっている者を掲げる。なお日本語研究に携わった外国人に関しては、入門書として山東功 (2013)などがある。

### あ行
- 赤堀又次郎（国学、書誌学）
- 足立巻一（国文学、国語学史）
- 阿辻哲次（中国語学、漢字）
- 安藤正次（国語政策）
- 石塚龍麿（国学、上代語）
- 井上和子（生成文法）
- 井上尚美（言語教育）
- 伊波普猷（民俗学、沖縄方言）
- 上田萬年（言語学、国語政策）
- 江連隆（国語教育）
- 大島正健（中国語学、漢字音）
- 太田全斎（漢学者、漢字音、語彙）
- 小倉進平（言語学）
- 長田俊樹（言語学）
- 澤瀉久孝（国文学、国語史）
- 折口信夫（民俗学、国語史）

### か行
- 甲斐睦朗（国語教育）
- 垣内松三（国語教育）
- 影山太郎（英語学、語形成）
- 楫取魚彦（国学、仮名遣い）
- 金沢庄三郎（言語学、系統論）
- 鹿持雅澄（国学、文法）
- 賀茂真淵（国学、語彙）
- 木村正辞（国学、上代語）
- 金田一京助（言語学、国語史、アイヌ語）
- 釘本久春（国語政策）
- 国広哲弥（言語学、意味論）
- 久野暲（生成文法）
- 窪薗晴夫（英語学、音韻、語形成）
- 黒田成幸（生成文法）
- 郡司隆男（理論言語学）
- 契沖（国学、仮名遣い）
- 越谷吾山（方言）
- 輿水実（国語教育）

### さ行
- 齋藤孝（教育学、日本語教育学）
- 齋藤衛（生成文法）
- 佐久間鼎（心理学、文法、アクセント）
- 重松信弘（国文学、国語学史）
- 澁谷宗光（国語教育）
- 神保格（言語学、音声学）
- 新村出（言語学、日本語史、語彙）
- 鈴木朖（国学、文法）
- 鈴木孝夫（言語学、言語社会学）
- 鈴木康之（言語学、日本語文法）
- 仙覚（悉曇学、音韻）

### た行
- 田中康二（国文学、国語学史）
- 谷川士清（国学、語彙）
- 津田幸男（言語政策）
- 土屋順一（日本語教育）
- 東条義門（国学、文法）
- 富樫広蔭（国学、文法）
- 土岐善麿（文学者、ローマ字）
- 外山滋比古（英文学）
- 豊島正之（言語学、中世語）

### な行
- 中川仁（日本語教育、言語政策、言語問題）
- 中村敦雄（国語教育）
- 西尾実（国文学、国語教育）
- 西村義樹（認知言語学）
- 野口武彦（国文学、国語学史）

### は行
- 服部四郎（言語学、音韻、系統論、沖縄方言）
- 早津惠美子（言語学、文法）
- 平田篤胤（国学、文字）
- 深谷圭助（教育学）
- 福井久蔵（国文学、国語学史）
- 福嶋隆史（国語教育）
- 富士谷成章（国学、文法）
- 富士谷御杖（国学、文法）
- 保科孝一（国語政策）
- 堀井令以知（言語学、京都方言）

### ま行
- 増淵恒吉（国文学、国語教育）
- 町田健（言語学）
- 松井簡治（国語史）
- 松坂忠則（言語政策、言語問題）
- 松本亀次郎（日本語教育）
- 三浦つとむ（哲学）
- 三上章（文法）
- 水谷修（日本語教育、音声）
- 南雅彦（心理学）
- 三宅米吉（歴史教育、表記）
- 明覚（悉曇学、音韻）
- 村田春海（国学、仮名遣い）
- 村山七郎（言語学、系統論）
- 物集高見（国学、漢学）
- 本居宣長（国学、音韻、文法）
- 本居春庭（国学、文法）
- 森博達（言語学、古代語）

### や行
- 柳澤絵美（日本語教育）
- 柳田國男（民俗学、方言）
- 山口謠司（中国語学）
- 山田常典（国学、仮名遣い）
- 山梨正明（言語学）
- 吉田智行（言語学、文法）

## 関連文献
- 山東功『日本語の観察者たち：宣教師からお雇い外国人まで』岩波書店〈そうだったんだ！日本語〉、2013年10月。ISBN 978-4-00-028628-2。
- 明治書院企画編集部 編『日本語学者列伝』明治書院、1997年12月。ISBN 4625521599。
- 国語学会 編『国語学大辞典』東京堂出版、1980年9月。ISBN 4490101333。
- 佐藤喜代治 編『国語学研究事典』明治書院、1977年11月。ISBN 4625400015。
- 飛田良文ほか 編『日本語学研究事典』明治書院、2007年1月。ISBN 9784625603068。
- 佐藤武義、前田富祺 編『日本語大事典』（上・下）朝倉書店、2014年11月。ISBN 9784254510348。
- 日本語学会 編『日本語学大辞典』東京堂出版、2018年10月。ISBN 9784490109009。
- 佐伯梅友、中田祝夫、林大 編『国語学』三省堂〈国語国文学研究史大成15〉、1961年2月。（増補版、1978年7月）
- 足立巻一『やちまた』（上・下）河出書房新社、1974年10月。
  - 新装版、1990年11月（河出書房新社、上 ISBN 4309006531／下 ISBN 430900654X）
  - 朝日学芸文庫、1995年4月（朝日新聞出版、上 ISBN 9784022640659／下 ISBN 9784022640666）
  - 中公文庫、2015年3月（中央公論新社、上 ISBN 9784122060975／下 ISBN 9784122060982）

論文
- 「【特集】人物でたどる日本語学史」『日本語学』第35巻第4号、明治書院、2016年4月、4-123頁。
- 「【特集】日本語学を創った人々」『日本語学』第39巻第1号、明治書院、2020年3月、6-133頁。